# Cryptodaphne
Cryptodaphne là một chi ốc biển, là động vật thân mềm chân bụng sống ở biển trong họ Conidae.

## Các loài
Các loài thuộc chi Cryptodaphne bao gồm:
- Cryptodaphne affinis (Schepman, 1913)[2]
- Cryptodaphne biconica (Schepman, 1913)[3]
- Cryptodaphne gradata (Schepman, 1913)[4]
- Cryptodaphne kilburni Morassi & Bonfitto, 2006[5]
- Cryptodaphne rugosa Sysoev, 1997[6]